# Healy (Alaska)
Healy è un census-designated place degli Stati Uniti d'America, capoluogo del borough di Denali, nello Stato dell'Alaska.

## Geografia
Healy si trova alle coordinate 63°58′15″N 149°07′37″W sulla sinistra del fiume Nenana mentre verso ovest è circondata dalla catena montuosa dell'Alaska e dal Parco nazionale del Denali. Contrariamente alla maggior parte delle cittadine nei pressi del Parco Denali, Healy non è annidata tra le montagne, ma in una relativamente ampia vallata. La quota altimetrica di Healy è di circa 400 - 450 m s.l.m..

## Clima
Il clima presente nella cittadina è quello tipico del clima subartico con lunghi e freddi inverni ed estati calde ma brevi. Le temperature più fredde raggiungono i -22 °C in gennaio (media), quelle più calde i 21 °C in luglio (media). I record sono di -47 °C e 34 °C (dati registrati nel periodo 1981-2010).

## Accessi
La cittadina si trova sull'autostrada George Parks a 29 chilometri a nord dall'entrata del Parco nazionale del Denali e a 90 chilometri a sud di Nenana (da Anchorage dista quasi 400 km).
Il centro abitato è dotato inoltre di una stazione ferroviaria servita dalla ferrovia dell'Alaska, sul percorso Anchorage - Fairbanks.

## Economia
L'economia della città è basata sulla vicina miniera di carbone Usibelli fondata nel 1943 da Emil Usibelli. La forza lavoro è di un centinaio di persone; la produzione di carbone varia tra 1,2 e 2 milioni di tonnellate di carbone all'anno. Un'altra fonte di lavoro è la Golden Valley Electric Association distributrice di energia elettrica. La società utilizza una combinazione di carbone, petrolio, gas naturale e processi idroelettrici per produrre energia e opera in tutta l'Alaska e negli Stati Uniti. Infine molti posti di lavoro sono prodotti dal distretto scolastico del borough di Denali e naturalmente dai servizi del vicino Parco nazionale del Denali. La cittadina inoltre supporta parcheggi per camper, hotel, ristoranti, bed and breakfast e altre piccole attività a indirizzo turistico.

## Alcune immagini di Healy

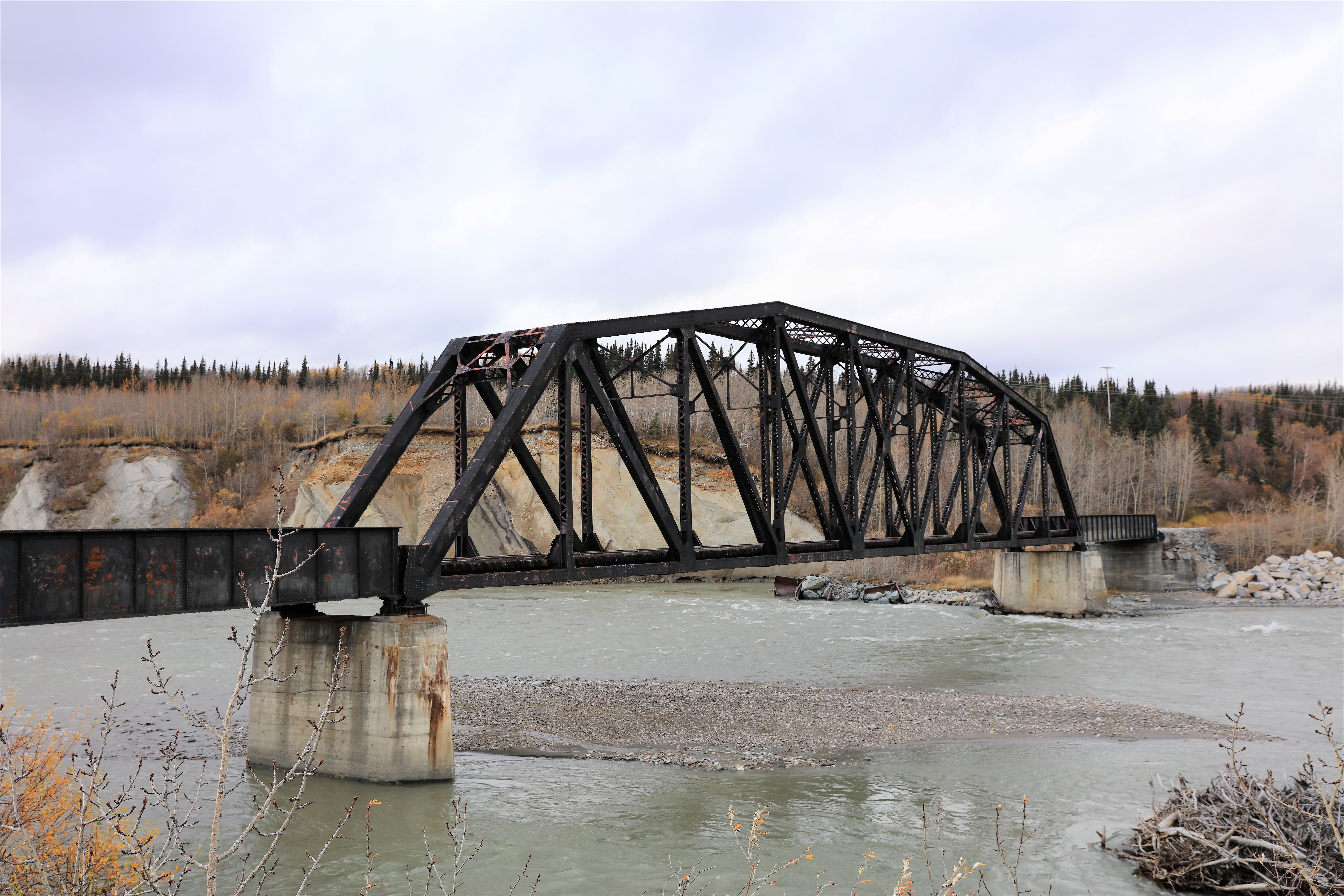
Ponte sul fime Nenana
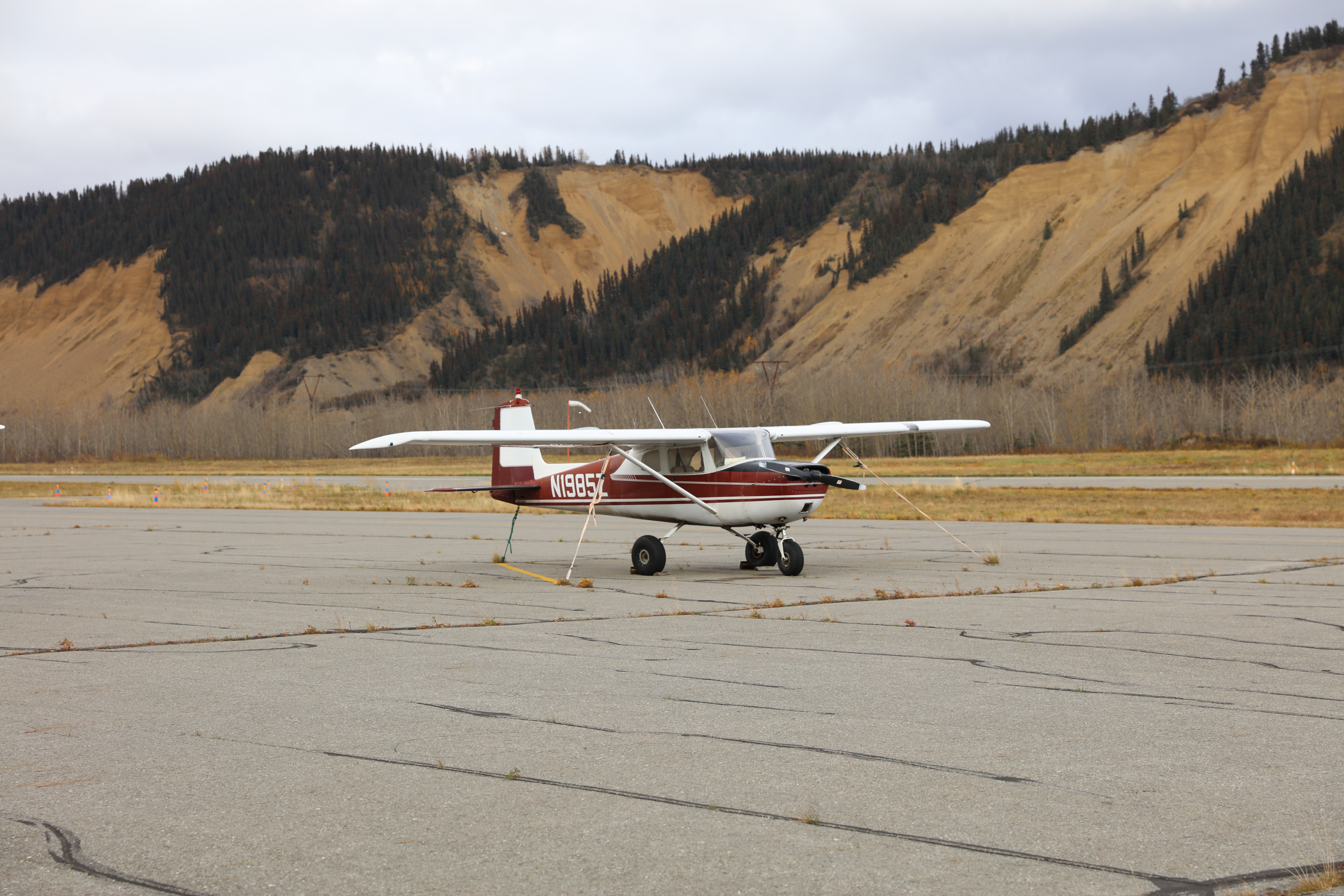
L'aeroporto di Healy
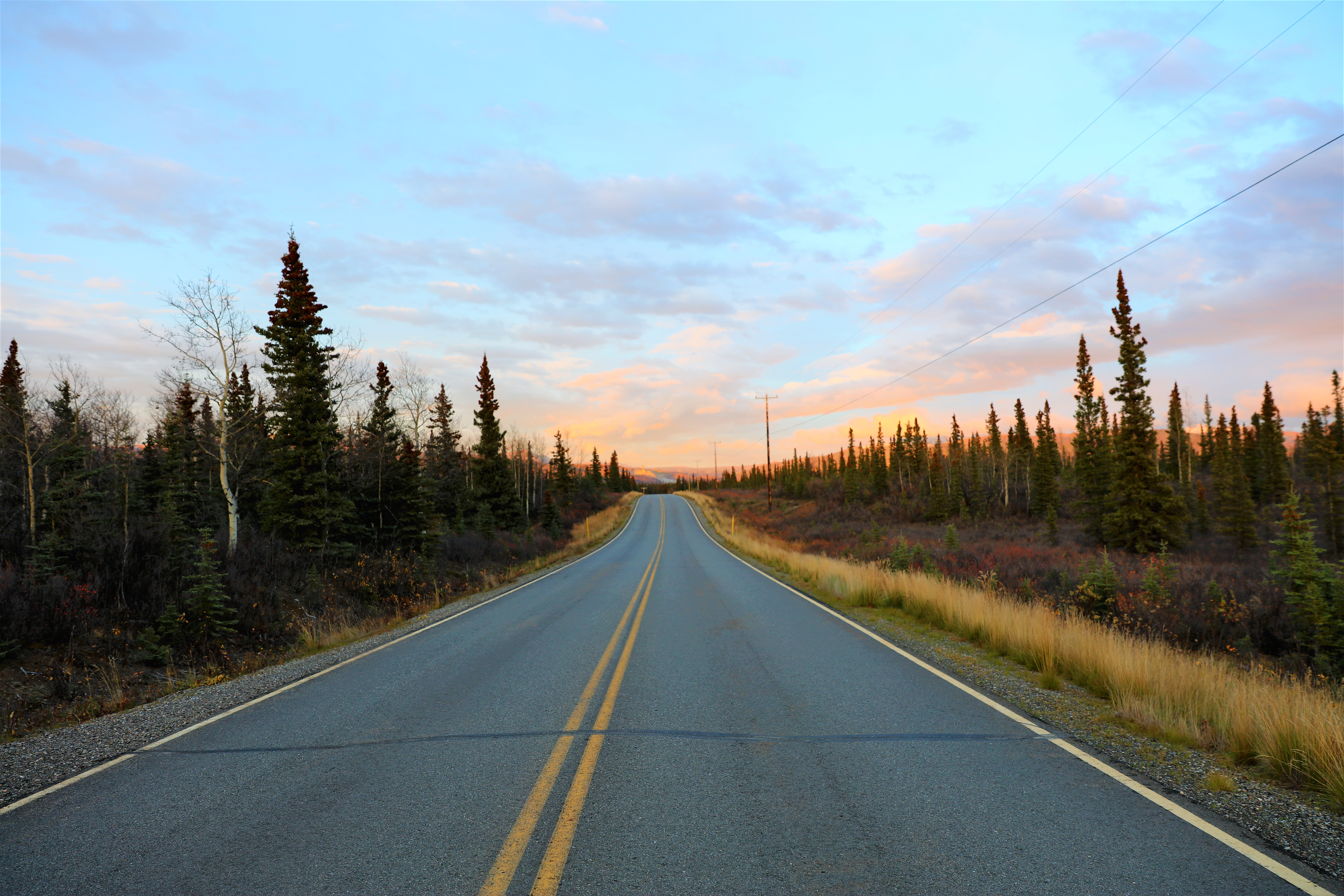
La Stampede Road
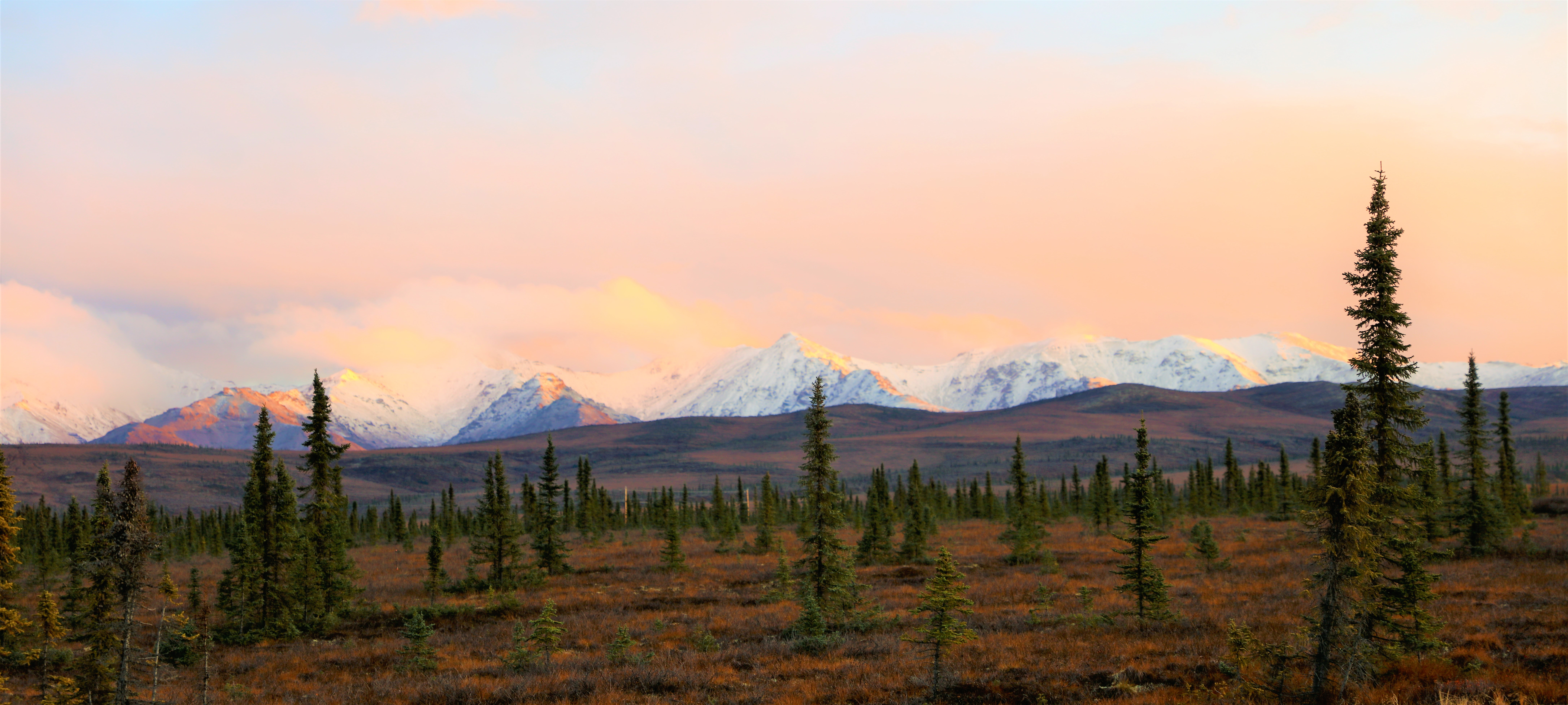
Tramonto sull'Alaska Range